# 市場町市場
市場町市場（いちばちょういちば）は、徳島県阿波市の大字。国勢調査による2015年（平成27年）10月1日現在の人口は1,938人、世帯数は664世帯、面積は1.827748907 km2。郵便番号は771-1601から771-1604。

## 地理
阿波市の南部に位置。北は市場町上喜来・市場町尾開、西は阿波町、東は市場町興崎と接する。
当地は阿波郡及び旧市場町の中心地として栄えた。徳島県道12号鳴門池田線と徳島県道139号船戸切幡上板線が東西に走る。

### 河川
- 日開谷川
- 市場谷川

### 小字
- 上野段
- 岸ノ下
- 興崎
- 町筋

### 郵便番号・住所コード
| 大字       | 小字   | 郵便番号 | 自動車登録住所コード |
| ---------- | ------ | -------- | -------------------- |
| 市場町市場 | 興崎   | 771-1601 | 36 505 3925 003      |
| 市場町市場 | 上野段 | 771-1602 | 36 505 3925 001      |
| 市場町市場 | 岸ノ下 | 771-1603 | 36 505 3925 002      |
| 市場町市場 | 町筋   | 771-1604 | 36 505 3925 004      |

## 歴史
- 2005年（平成17年）4月1日 - 阿波郡市場町が阿波町・板野郡土成町・吉野町と合併して阿波市となり、住所表記は「阿波郡市場町大字市場字（字名）」から「阿波市（字名）」（岸ノ下のみ、阿波市内での住所表記重複を避けるため市場岸ノ下）となる。
- 2007年（平成19年）1月1日 - 住所表記を「阿波市市場町市場字（字名）」に変更（市場岸ノ下は「市場字岸ノ下」）し、現在の表記となる。

## 施設

### 公共施設
- 阿波市立市場中学校
- 阿波市立市場小学校
- 阿波市立市場歴史民俗資料館
- 阿波病院
- 市場公園
- 町筋商店街

### 社寺・史跡
- 若宮神社
- 妙西寺

### 企業
- 市場交通

### 祭事
- やねこじき

## 交通

### 道路
都道府県道
- 香川県道・徳島県道2号津田川島線
- 徳島県道12号鳴門池田線
- 徳島県道125号市場学停車場線
- 徳島県道139号船戸切幡上板線